# ジミー (小売店)
株式会社ジミー（英: JIMMYS Co.,Ltd.）は、沖縄県宜野湾市に本社を置き、菓子・パンの製造および販売、レストランなどを運営する企業である。

## 概要
1956年5月、米軍基地内で働いていた創業者が宜野湾市で開業した食品や日用品を扱うアメリカンスタイルの雑貨店「ジミーグロセリー」がルーツである。その後、沖縄県の本土復帰を機に直面した経済変動から、主要事業をスーパーマーケット、レストラン、ベーカリーを3本柱として注力し、現在に至る同社の中心的な事業として確立した。
アメリカ風のケーキやクッキーといった洋菓子に加え、パンや総菜で知られ、とりわけクリームチーズとチェダーチーズを使用したチーズケーキは地元で「ジミーのチーズケーキ」として親しまれている。しかしながらチーズケーキは配送が困難で本土への持ち帰りや通信販売ができず、観光客にはクッキーやマフィンなどが知られている。
社名である「ジミー」は、創業者である稲嶺盛保（いなみね せいほう）が、米軍基地内で働いていた際にアメリカ人の友人から呼ばれていたニックネームが由来である。

## 沿革
- 1956年（昭和31年）5月 - 宜野湾市大山に「ジミーグロセリー」を創業。
- 1958年（昭和33年）5月 - 「ジミーベーカリー」に社名変更。輸入品販売のほか、パンやケーキの製造を手掛けるようになる[2]。
- 1976年（昭和51年）
  - 3月5日 - 「有限会社ジミーベーカリー」に組織改編。
  - 12月23日 - 宜野湾市大山に「ジミー大山店」新店舗がオープン。
- 1981年（昭和56年）10月1日 - 県内初のPOSシステムを導入。
- 1982年（昭和57年）11月12日 - 那覇市銘苅に「ジミー那覇店」をオープン。
- 1984年（昭和59年）7月27日 - ジミーベーカリーから販売部門を分離し、「株式会社ジミー」を設立。
- 1985年（昭和60年）
  - 10月26日 - 那覇市牧志に「ジミーダイナハ店」をオープン[3]。
  - 11月22日 - 中頭郡嘉手納町嘉手納に「ジミー嘉手納店」がオープン。
- 1989年（平成元年）11月28日 - 宜野湾市大山に本社工場を開設。
- 1990年（平成2年）6月25日 - 惣菜工場を開設。
- 1991年（平成3年）5月2日 - 沖縄市美原に「ジミー美里店」をオープン。
- 1993年（平成5年）
  - 10月20日 - 那覇店にミニベーカリーをオープン。
  - 11月12日 - 那覇市金城のイオン那覇ショッピングセンター内に「ジミージャスコ那覇店」がオープン。
- 1994年（平成6年）
  - 2月26日 - 大山工場よりパン部門を那覇工場に分離。
  - 3月18日 - 大山店をリニューアル、ミニベーカリーをオープン。
  - 3月24日 - 大里村（現・南城市）高平に「ジミー大里店」をオープン。
- 1995年（平成7年）12月20日 - 沖縄市泡瀬に「ジミー泡瀬店」をオープン。
- 1996年（平成8年）
  - 2月9日 - 那覇市に「ジミー首里店」をオープン。
  - 2月24日 - 豊見城市に「ジミーとよみ店」をオープン。
  - 4月15日 - 中頭郡西原町小那覇のメイクマンニューマン店内に「ジミーニューマン店」をオープン。
  - 4月24日 - 名護市に「パワーズなご店」をオープン[3]。
- 1999年（平成11年）5月26日 - 那覇空港国内線旅客ターミナルビル内に「ジミー空港店」をオープン。
- 2000年（平成12年）
  - 11月21日 - 具志川市（現・うるま市）のイオン具志川ショッピングセンター内に「ジミージャスコ具志川店」をオープン。
  - 12月9日 - 島尻郡南風原町に「ジミー南風原店」をオープン。
- 2001年（平成13年）
  - 2月13日 - 那覇店内にレストラン「アイランドグリル」をオープン[3]。
  - 4月27日 - 具志川市（現・うるま市）字田場に「ジミーあげな店」をオープン。
- 2002年（平成14年）8月8日 - 宜野湾市にファクトリーショップがオープン。
- 2003年（平成15年）
  - 8月22日 - 宜野湾市愛知に「ジミーあいち店」をオープン[5]。
  - 12月4日 - 那覇市おもろまちのあっぷるタウン内に「ジミーあっぷるタウン店」をオープン。
- 2005年（平成17年）1月1日 - 那覇市おもろまちのDFSギャラリア・沖縄内に「ジミーDFS店」をオープン。
- 2007年（平成19年）12月19日 - 那覇市牧志の国際通り沿いに「ジミー国際通り店」をオープン[6]。
- 2008年（平成20年）11月11日 - 浦添市宮城に「ジミーカフェ浦添店」をオープン[7]。
- 2011年（平成23年）
  - 1月27日 - 糸満市潮平に「ジミー糸満店」をオープン[8]。
  - 3月23日 - 中頭郡北谷町桑江に「ジミー北谷店」をオープン[9]。
  - 6月1日 - 新メンバーズカードの発行を開始[10]。
- 2012年（平成24年）
  - 5月18日 - 創業者の稲嶺盛保氏が逝去。
  - 5月31日 - うるま市赤道に「ジミーうるま店」をオープン[11]。
- 2013年（平成25年）
  - 9月20日 - 那覇市泉崎のりうぼう泉崎内に「ジミー泉崎店」をオープン[12]。
  - 10月23日 - 那覇市宇栄原に「ジミーさつきプラザ店」をオープン[13]。
- 2014年（平成26年）1月9日 - 豊見城市高安に「ジミー豊見城店」をオープン[14]。

## 店舗
那覇市
- 那覇店 - 沖縄県那覇市銘苅3-8-5

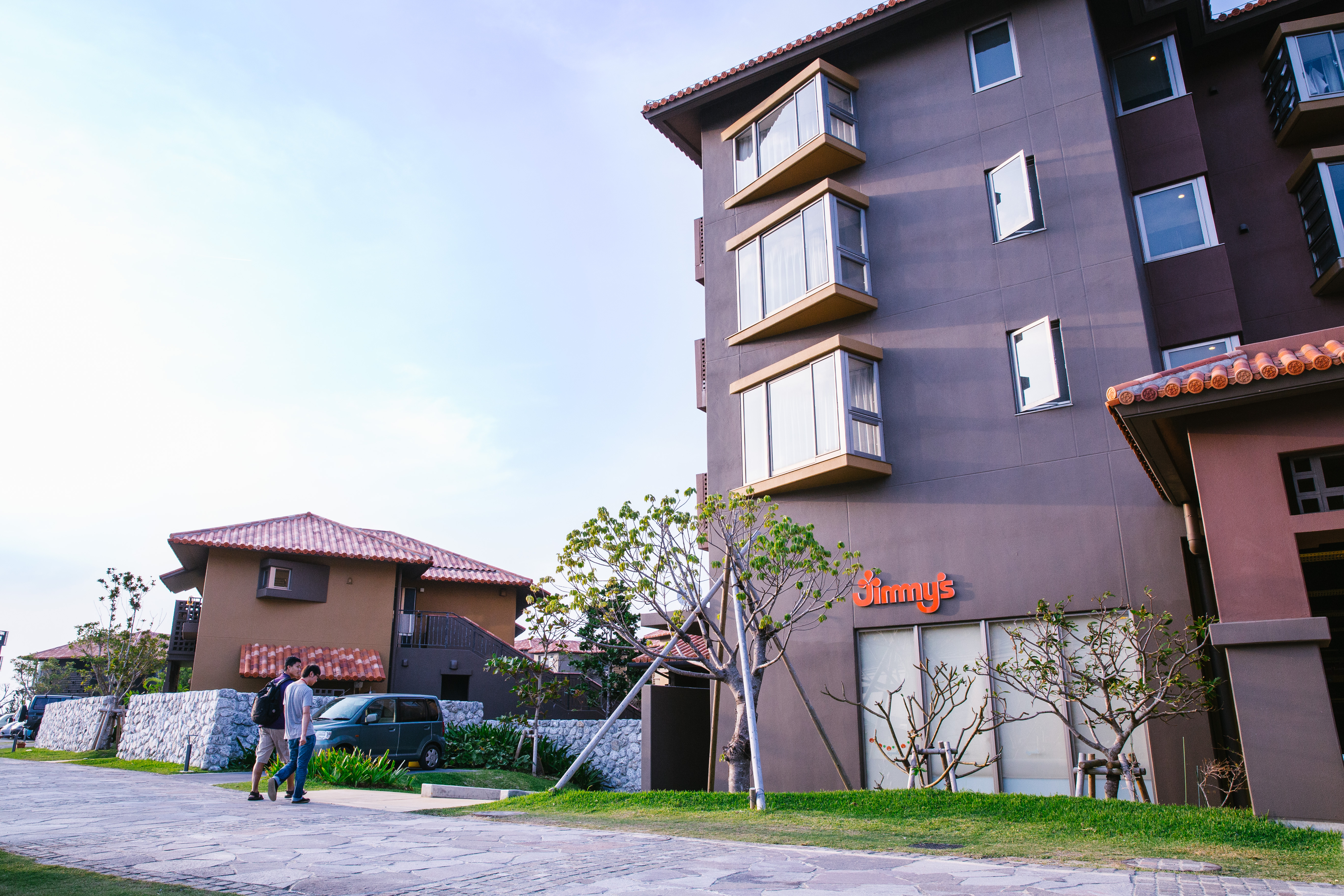
大学院大学店

- 首里店 - 沖縄県那覇市首里石嶺町1丁目156-6
- イオン那覇店 - 沖縄県那覇市金城5丁目10-2（イオン那覇ショッピングセンター内）
- 空港店 - 沖縄県那覇市字鏡水150（那覇空港内） - チーズケーキなどの生菓子の販売は行っていない。
- アイランドグリル那覇 - 沖縄県那覇市銘苅3-8-5

糸満市
- 糸満店 - 沖縄県糸満市潮平724-1

南城市
- 大里店 - 沖縄県南城市大里字仲間1155

豊見城市
- とよみ店 - 沖縄県豊見城市字根差部710
- 豊見城店 - 沖縄県豊見城市高安931番地

南風原町
- 南風原店 - 沖縄県島尻郡南風原町字兼城571

宜野湾市
- 大山店 - 沖縄県宜野湾市大山2-22-5
- ファクトリーショップ - 沖縄県宜野湾市大山7丁目2-20
- アイランドグリル大山 - 沖縄県宜野湾市大山2-22-5

嘉手納町
- 嘉手納店 - 沖縄県中頭郡嘉手納町字嘉手納512-3

沖縄市
- 美里店 - 沖縄県沖縄市美原2-16-1
- 泡瀬店 - 沖縄県沖縄市泡瀬4丁目11-11
- アイランドグリル美里 - 沖縄県沖縄市美原2-16-1

浦添市
- 浦添店 - 沖縄県浦添市宮城3丁目3-6

北谷町
- 北谷店 - 沖縄県北谷町字桑江617-5

うるま市
- うるま店 - 沖縄県うるま市赤道540
- あげな店 - 沖縄県うるま市字田場1220-1

西原町
- ニューマン店 - 沖縄県中頭郡西原町字小那覇1565

恩納村
- 大学院大学店 - 沖縄県恩納村谷茶1919-1 ビレッジゾーン内アクシス西棟1階

名護市
- なご店 - 沖縄県名護市字宮里1592